# Gaston Maspero
Gaston Camille Charles Maspero, född 23 juni 1846, död 30 juni 1916, var en fransk egyptolog och arkeolog som bland annat deltog i öppnandet av Tetis pyramid år 1881. Han var ledande i arbetet med att etablera den egyptiska fornminnesförvaltningen. Han var far till Henri Maspero.
Maspero kom redan vid 14 års ålder i kontakt med egyptologin. Åren 1867-1868 vistades Maspero i Sydamerika, där han bland annat studerade indianspråk. Kort därefter gav han ut sina första egyptologiska arbeten: La stèle de songe (1868) och Une inscription dédicatoire du grand temple d'Abydos (samma år). Därpå följde Hymne au Nil, efter två källor från British museum, samt 1871 Une Enquête judiciaire à Thébes au temps de la XXe dynastie (om Abbott-papyrusen), som var ett betydande steg framåt i kunskapen om egyptiernas hieroglyfiska litteratur.
Epokgörande inom detta område blev Masperos doktorsavhandling Du genre épistolaire chez les égyptiens de l'époque pharaonique (1872). År 1874 blev Maspero professor i egyptisk arkeologi vid Collège de France. Som Champollions efterföljare och som lärare i egyptologi gjorde Maspero ganska stora insatser. Maspero är främst känd för sina studier av grammatiken i det fornegyptiska språket.
År 1880 sändes han till Egypten för att starta ett arkeologiskt institut, École française du Caire, som franska regeringen ville skapa efter förebilder i Rom och Aten. Redan 1881 fick han överta posten som directeur des fouilles et des musées i Egypten, en befattning som han avsade sig sommaren 1886. Maspero valdes 1883 in som ledamot av Académie des inscriptions et belles-lettres och utsågs 1914 till dess ständige sekreterare efter Georges Perrot.
Han hade nu ett större vetenskapligt inflytande, och han bidrog till att många viktiga fynd gjordes vid undersökningar i Nildalen. Bland de märkligaste kan nämnas den stora samling kungliga mumier från 18:e dynastin, som påträffades i Deir-el-Raheri. År 1887 flyttade Maspero till Frankrike och återtog sin universitetstjänst, men återvände 1899 till Egypten som directeur du service des antiquités de l'Egypte.
Bland Masperos viktigare verk efter 1872 märks Quelques papyrus du Louvre (1875), Histoire ancienne des peuples de l'Orient (1875), La pyramide du roi Ounas, La pyramide du roi Teti, La pyramide du roi Pepi I, Études égyptiennes (1879-1884), L'archéologie égyptienne (1887), Les momies royales de Deir-el-Raheri (1889), Les contes populaires de l'Égypte ancienne (1889), Études de mythologie et d’archéologie égyptiennes (1893) och Histoire ancienne des peuples de l'Orient classique (I-III, 1894-99).